# 水野龍司
水野 龍司（みずの りゅうじ、1952年2月2日 - 2022年9月12日）は、日本の男性俳優、声優。岐阜県出身。劇団昴最終所属。

## 人物
名古屋大学卒業。
趣味は読書。方言は岐阜弁（美濃地方）。
吹き替えのキャリアが豊富であり、キアラン・ハインズやアーニー・ハドソンを多く担当している。
2022年9月12日、肺炎による全身敗血症のため東京都内の病院で死去。70歳没。

## 後任
水野から持ち役を引き継いだ人物は以下の通り。
| 後任       | 役名                 | 概要作品                       | 代役・後任の初担当作品                         |
| ---------- | -------------------- | ------------------------------ | ---------------------------------------------- |
| 木下浩之   | オクタヴィウス       | 『ナイトミュージアムシリーズ』 | 『ナイトミュージアム/カームンラーの大脱走』    |
| 落合弘治   | サム                 | 「マペットシリーズ」           | 『マペットのホーンテッドマンション』           |
| 多田野曜平 | ドクター・ティース   | 「マペットシリーズ」           | 『マペットのホーンテッドマンション』           |
| 佐々木睦   | キ＝アディ＝ムンディ | 「スター・ウォーズシリーズ」   | 『スター・ウォーズ：テイルズ・オブ・ジェダイ』 |

## 出演
太字はメインキャラクター。

### 舞台
- エデンの東
- 億萬長者夫人
- ゴンザーゴ殺し
- 寺院の殺人
- 芝居
- 死神
- じゃじゃ馬ならし
- 谷間の女たち
- 沈黙
- テムペスト
- 天切り松
- 夏の夜の夢
- ヘンリー六世
- 汚れた手
- リア王
- リチャード三世

### テレビドラマ
- 火曜サスペンス劇場 密室航路「偽りのハネムーン!女の虚栄が殺しを招く」（1983年、日本テレビ）
- 世にも奇妙な物語 城（1992年、フジテレビ） - 上司Bの声

### 吹き替え

#### 担当俳優
アーニー・ハドソン
- APB ハイテク捜査網（ネッド・コンラッド）
- クリミナル・マインド6 FBI行動分析課 #6（ガーナー）
- ハードロック・ハイジャック（オマリー巡査部長）
- ゆりかごを揺らす手（ソロモン）
- リーサル・ウェポン（ハンク・ピーターソン）
- ワイルド・パームス（トミー・ラズロ）

キアラン・ハインズ
- 裏切りのサーカス（ロイ・ブランド）
- ザ・テラー（ジョン・フランクリン海軍大佐）
- ミュンヘン（カール）
- ロード・トゥ・パーディション（フィン・マガヴァン）

クリストファー・ウォーケン
- アンツ（カター大佐）
- ゴッド・アーミー/復讐の天使（ガブリエル）
- マウス・ハント（シーザー）※ソフト版

コリン・サーモン
- 007 トゥモロー・ネバー・ダイ（チャールズ・ロビンソン）※ソフト版
- 007 ダイ・アナザー・デイ（チャールズ・ロビンソン）※ソフト版
- 反撃のレスキュー・ミッション（ジェームズ・ミドルトン）

コルム・フィオール
- マイティ・ソー（ラウフェイ）
- レッド・バイオリン（競売人）
- レボリューション（ランドール・フリン）

チャールズ・ダンス
- ゴスフォード・パーク（レイモンド・ストックブリッジ）
- 殺人療法（エド・ミトルズベイ）※VHS版
- マイケル・コリンズ（ソーメス）

マイケル・ジェッター
- サンタモニカ・ダンディ（クランツ）
- トゥルー・クライム（ポーターハウス）※ソフト版
- ラスベガスをやっつけろ（L・ロン・バンクイスト）※旧ソフト版

#### 映画
- アーネスト キャンプに行く!
- アイアン・ウィル/白銀に燃えて（マイク・ライリー）
- 愛が微笑む時（マックス・マルコ〈リチャード・ポートナウ〉、パターソン〈カートウッド・スミス〉）
- アイズ ワイド シャット（ミリチ〈ラデ・シェルベッジア〉）
- 愛の嵐（マリオ〈ウーゴ・カルデア〉）※VHS版
- 愛の地獄（アルヌー医師〈アンドレ・ウィルム〉）
- 愛を殺さないで（クールハトカー弁護士、シンシアの父）
- アウトブレイク ※ソフト版
- アウトロー・ポリス/傷だらけのバッジ（ヴィエトロ〈レスリー・カールソン〉）
- 赤い殺意（トニー）
- 赤ちゃんの逆襲（フレディ〈フランソワ・レヴァンタル〉）
- 明るい離婚計画（アルド、モーテルの受付〈マイク・ジャッジ〉）
- 悪魔の棲む家・最終章/ザ・ポルターガイスト（ジミーの父）
- 悪夢の破片（ホテル支配人）
- アサシン 暗・殺・者（薬局店店主〈ジェフリー・ルイス〉）※日本テレビ版
- 明日を夢見て（マストロパオロ〈フランコ・スカルダティ〉）
- アステロイド/最終衝撃（ジョン・リンゼイ）※ソフト版
- アストロノーツ・ファーマー/庭から昇ったロケット雲（アーノルド・"アーニー"・ミラード）
- アダムス・ファミリー（ウォーマック判事〈ポール・ベネディクト〉）※ソフト版
- アトミック・トレイン ※ソフト版
- あなたに恋のリフレイン
- あなたは私の婿になる（ギルバートソン〈デニス・オヘア〉）
- アマデウス（アントニオ・サリエリ〈F・マーリー・エイブラハム〉）※ディレクターズ・カット版追加収録部分
- アメリカン・スプレンダー（トビー・ラドロフ）
- アラバマ物語（ヘック・テイト保安官〈フランク・オーバートン〉）※BD版
- アラモ（J・C・ニール大佐）
- ALI アリ（アンジェロ・ダンディ〈ロン・シルヴァー〉）
- アリス・イン・ワンダーランド ※フジテレビ版
- アルティメイタム（パオロ・ナルディーニ神父〈ゴットフリード・ジョン〉）
- アルビノ・アリゲーター（ジャック〈ジョン・スペンサー〉）
- 暗殺者 ※ソフト版
- アンタッチャブル ※ソフト版、テレビ朝日版
- アンディ・ガルシア 沈黙の行方（大学理事長〈ピーター・ハンロン〉）
- アンドロメダ…（グライムズ）※ソフト版
- アンナと王様（マイクロフト・キンケード）※ソフト版、（アラク将軍）※機内上映版
- 怒りの河（トム・ヘンドリックス〈ハワード・ペトリー〉）※ソフト版
- イグジステンズ（ダルシー・ネイダー〈ロバート・A・シルヴァーマン〉）
- 愛しのアクアマリン（ストーム・バンクス〈ショーン・ミカレフ〉）
- イベント・ホライゾン（スミス〈ショーン・パートウィー〉）
- 今そこにある危機（エミール・ジェイコブスCIA長官〈トム・タミ〉）※ソフト版
- 依頼人（ハリー・ボーノ〈ウィリアム・リチャート〉）※テレビ朝日版
- イン・アメリカ/三つの小さな願いごと（産婦人科医、舞台演出家）
- インディ・ジョーンズ/最後の聖戦 ※テレビ朝日版
- インデペンデンス・デイ（ミッチェル少佐〈アダム・ボールドウィン〉）※ソフト版
- ウーマン・オン・トップ（トム・ケリー）
- ヴァージン・スーサイズ（ロナルド・リスボン〈ジェームズ・ウッズ〉）
- ヴァイラス（ヒコ〈クリフ・カーティス〉）※ソフト版
- ヴィクトリー 遥かなる大地（ザンジャコモ〈サイモン・キャロウ〉）
- ウェインズ・ワールド（グレン〈エド・オニール〉）
- ウェディング・シンガー（アンディ〈フランク・シベロ〉）
- ウェドロック（トラヴィス上院議員）※VHS版
- ウォークラフト（グルダン〈ダニエル・ウー〉）
- ウォーターワールド ※テレビ東京版
- ウソから始まる恋と仕事の成功術（アンソニー〈ジェフリー・タンバー〉）
- 海辺の家（カート・ウォーカー〈スコット・バクラ〉）
- エアフォース・ワン（ギブス捜査官〈ザンダー・バークレー〉、ペトロフ大統領）※ソフト版、（ホワイトハウスの将軍〈J・A・プレストン〉）※日本テレビ版
- エアポート2001（ジョージ・エラー〈ジェームズ・シッキング〉）
- エイセス/大空の誓い（エイムズ〈J・E・フリーマン〉）※ソフト版
- エイリアン3（モース〈ダニー・ウェッブ〉）※テレビ朝日版、（デイヴィッド・フィンチャー〈ピート・ポスルスウェイト〉）※完全版DVD
- エイリアン・ネイション/第3生命体（ブライアン・グレイザー警部）
- エグゼクティブ・コマンド ※ソフト版
- エグゼクティブ・デシジョン（サーロウ将軍〈チャールズ・ハラハン〉）※ソフト版
- エグゼクティブ・プロテクション（セルバーリィエ警部補）
- エドtv（ウィテカー〈ロブ・ライナー〉）
- エネミー・アクション（ソロンスキー）
- エリア51（ロゼーリ大尉）
- エンド・オブ・デイズ（トマス・アキナス〈デリック・オコナー〉、トマスの担当医）※テレビ朝日版
- オール・ユー・ニード・イズ・キル（鬼軍曹）
- 黄金作戦 追いつ追われつ（クエンティン・バートレット〈リチャード・ヘイデン〉）
- 王様と私（クララホム首相）※テレビ東京版
- 男たちの挽歌4（チウ）
- オペレーション・ワルキューレ（アドルフ・ヒトラー、ルートヴィヒ・ベック）
- ガーディアン ハンニバル戦記（ナレーター〈ケネス・クラナム〉）
- 顔のない天使（トッド・ランシング〈イーサン・フィリップス〉）※ソフト版
- 鏡の中の他人（ピーター〈ブレント・ステイト〉）
- カジノ（パット・ウェッブ〈L・Q・ジョーンズ〉）
- から騒ぎ（コンラード〈リチャード・クリフォード〉）
- ガンジー（ジャワハルラール・ネルー〈ロシャン・セス〉）※ソフト版
- カンパニー・マン（フィンスター〈ナイジェル・ベネット〉）
- ガン・ホー（クランドール〈マーティン・フェレロ〉）
- キス・オブ・ザ・ドラゴン ※テレビ東京版
- ギター弾きの恋（ウディ・アレン〈本人〉）
- 気まぐれな狂気（フランク・トンプソン〈ジェームズ・マクダニエル〉）
- キャリアーズ（ベイリー〈フィリップ・ボスコ〉）
- ギャング・イン・ブルー（ムース・タヴォーラ〈スティーヴン・ラング〉）
- ギャンブル・プレイ（画商〈レイフ・ファインズ〉）
- ギルバート・グレイプ（ボビー・マクバーニー〈クリスピン・グローヴァー〉）
- キングコブラ（ハッシュ〈パット・モリタ〉、シンプソン）
- キンダガートン・コップ ※テレビ朝日版
- クイック&デッド（フォイ〈レニー・ロフティン〉）※ソフト版
- グッド・シェパード（レイ・ブロッコ〈ジョン・タトゥーロ〉）
- 暗い日曜日（大使）
- クラッシュ・ザ・タンカー/流出危機（スティーヴ・マッコール〈ポール・ギルフォイル〉）
- グラマー・エンジェル危機一発
- グリーン・デスティニー（ツァイ）※ソフト版
- クリクリのいた夏（リトン〈ジャック・ヴィルレ〉）※ソフト版
- グリッドロック（D・リーパー〈ヴォンディ・カーティス＝ホール〉）
- クリムゾン・タイド（ポール・ヘラーマン大尉〈リック・シュローダー〉）※日本テレビ版
- クリムゾン・リバー（ダーマン隊長）※ソフト版
- クルーシブル（エゼキエル・チーヴァー）
- 黒馬物語 ブラックビューティー（ゴードン氏〈ピーター・デイヴィソン〉）
- クロコダイル・ダンディー in L.A.（エリック〈ジェイ・アコヴォーン〉）※ソフト版
- クロッシング・ガード（ロジャー・マニング〈ロビー・ロバートソン〉）
- 軍用列車（カルフーン〈ロバート・テシア〉）※ソフト版
- 刑事ニコ/法の死角（ハロランFBI捜査官〈グレゴリー・アラン・ウィリアムズ〉）※テレビ朝日版
- ゲット・ショーティ（ロニー・ウィンゲート〈ジョン・グリース〉）
- ケロッグ博士（エンディミオン・ハート＝ジョーンズ〈ジョン・ネヴィル〉）
- ゴージャス（レストランの支配人〈ロー・カーイン〉）※パイオニアLDC版
- ゴーストアビス（ロブ）
- ゴースト・オブ・ミシシッピー
- ゴースト/ニューヨークの幻（地下鉄のゴースト〈ヴィンセント・スキャヴェリ〉）※テレビ朝日版
- ゴーストマンション（アレン〈ミゲル・フェラー〉）
- コーンヘッズ（マーラックス〈フィル・ハートマン〉）
- 恋する遺伝子（ステファン）※配信版
- 恋のためらい/フランキーとジョニー（ピーター〈グレン・プラマー〉）
- 氷の微笑（マッケルウェイン医師〈ジェームズ・レブホーン〉）※ソフト版
- 心のままに（オートバイの持ち主〈テイラー・ネグロン〉）
- ゴッドファーザー（ジャック・ウォルツ）※ソフト版
- ゴッドファーザー PART III（アンドリュー・ヘイゲン〈ジョン・サヴェージ〉）※ソフト版
- コップランド（フランク・ラゴンダ〈アーサー・J・ナスカレッラ〉）※ソフト版
- こねこ（フェージン）
- コブラ ※テレビ朝日版
- コベナント（ウォルター・ヴァン・ティルバーグ）
- コレクター ※テレビ朝日版
- コン・エアー（ジョニー・23〈ダニー・トレホ〉）※テレビ朝日版
- ゴンゾ宇宙に帰る（サム、ドクター・ティース、フロイド・ペッパー、ハルク・ホーガン）
- サーチ&デストロイ（ロン〈ジョン・タトゥーロ〉）
- 13F（30代の警官〈アーニー・ライヴリー〉）
- サイコ（トム・キャシディ〈チャド・エヴェレット〉）
- サイン・オブ・ゴッド（スカファロ）
- ザ・ウォール（ホルスト〈エドワード・ジェームズ・オルモス〉）
- サウンド・オブ・サンダー（クレイ・デリス）
- ザ・クリミナル（メイスン〈イヴァン・アタル〉）
- サバイビング・ゲーム（ジョン・グリフィン〈ジョン・C・マッギンリー〉）
- ザ・ファントム（デイヴ・パーマー〈ビル・スミトロヴィッチ〉）※ソフト版
- ザ・マペッツ（サム、ドクター・ティース）
- ザ・ロイヤル・テネンバウムズ（医者）
- ザ・ロック（ヘンドリックス大尉〈ジョン・C・マッギンリー〉）※ソフト版、（ルー・リンストロム、提督〈ハリー・ハンフリーズ〉）※テレビ朝日版
- サンキュー、ボーイズ（ミスター・ドノフリオ〈ジェームズ・ウッズ〉）
- 三銃士（ジュサック〈ポール・マッギャン〉）※テレビ朝日版
- シー・オブ・ラブ（トミー〈ジョン・サデウス〉）※ソフト版
- シークレット/嵐の夜に（チャールズ・カーター）
- ジェイ&サイレント・ボブ 帝国への逆襲（ダンテ・ヒックス〈ブライアン・オハローラン〉）※ソフト版
- JFK（ライヒ大佐）※ソフト版
- ジェシカおばさんの事件簿/南南西に進路を取れ（ワイルダー局長）
- 地獄のバトル・コマンドー（マイケル・ランサム軍曹〈レブ・ブラウン〉）
- 史上最悪のボートレース ウハウハザブーン（ブレイバーマン）
- シティ・スリッカーズ（ベン・ジェサップ、ルー〈ジェフリー・タンバー〉）※VHS版
- 死にゆく者への祈り（ルパート〈アンソニー・スチュワート・ヘッド〉）
- 死の標的（オドワイヤー保安官、神父）※テレビ朝日版
- シャイン（ジム・ミノーグ）
- ジャック・サマースビー（ジョン〈スタン・ケリー〉）※ソフト版
- ジャック・ブル（レイボーン〈カート・フラー〉）
- シャフト（ジャック・ロセリ〈ダン・ヘダヤ〉）
- ジャン＝クロード・ヴァン・ダム ザ・ディフェンダー（ケンドール・マリンズ〈ピーター・ブライアント〉）
- シュリンジ（フレミング〈ディーン・ノリス〉）
- ジョーズ・アタック（ロゼンスキー〈ジョン・スタイナー〉）
- 消滅水域（フレッド〈ジャック・ウォレス〉）
- 少林サッカー（デビルチームFW〈セッ・チーワン〉、男1）※日本公開版
- 処刑人（グリーンリー刑事）
- ジョニー・イングリッシュ（パスカル・ソヴァージュ〈ジョン・マルコヴィッチ〉）※BD版
- 仁義なき抗争（ピン〈フォン・ヤウ〉）
- シンプル・プラン（カール・ジェンキンス保安官〈チェルシー・ロス〉）
- スーパー・タッチダウン（軍曹〈マーカス・ジアマッティ〉）
- ズーランダー（ジョルジョ、ハッサン首相）
- スイッチバック 追跡者（ヘクター・サルデズ）
- スウィング・キッズ/引き裂かれた青春（シュムラー）
- スカートの奥で（ハレーニョ）
- スカウト（ベン）
- スコーピオン・キング ※日本テレビ版
- スター・ウォーズシリーズ
  - スター・ウォーズ エピソード1/ファントム・メナス（キ＝アディ＝ムンディ〈サイラス・カーソン〉）
  - スター・ウォーズ エピソード2/クローンの攻撃（キ＝アディ＝ムンディ〈サイラス・カーソン〉）
  - スター・ウォーズ エピソード3/シスの復讐（キ＝アディ＝ムンディ〈サイラス・カーソン〉）
  - スター・ウォーズ エピソード5/帝国の逆襲（ウェッジ・アンティリーズ〈デニス・ローソン〉）※テレビ朝日版
- スタートレックIV 故郷への長い道（アンティーク店のオーナー〈ジョー・ノーランド〉）※ソフト版
- スタートレック ファーストコンタクト（ヘイズ提督）
- スタンピード（ディーク・サイモンズ〈ジャック・イーラム〉）※ソフト版
- スティーブ・マーティンのSGT.ビルコ/史上最狂のギャンブル大作戦（ヘンショー軍曹）
- スティールシャークス（ラシュガル大佐〈ショーン・トーブ〉）
- ステルス・フォース（スティーブンス〈アンドリュー・スティーヴンス〉）
- ストリートファイター（戦争屋の男 他）※ソフト版、（ディー・ジェイ）※テレビ朝日版
- スノー・ドッグ（ピーター・イエローベアー〈グラハム・グリーン〉）
- スパイ・ハード（ビジネスマン〈ロバート・カルプ〉）
- スパイラル・バイオレンス（パコ〈ジョン・アリノ〉）
- スピーシーズ 種の起源（モーテルの受付）※ソフト版
- スピーシーズ2（ハーマン・クロムウェル〈ピーター・ボイル〉）※ソフト版
- スピード（サム〈ホーソーン・ジェームズ〉、ビンス）※フジテレビ版、（市長、エレベータの男1）※テレビ朝日版
- スピード2（フランク、ハーブ'マック'マクマホン隊長〈ジョー・モートン〉）※ソフト版
- スペシャリスト ※ソフト版
- スポッツウッド・クラブ（ゴードン・バクスター、ウェンディの父）
- スラップ・ショット（ジャック・ハンセン）※フジテレビ版
- スリー・キングス（サイード〈サイード・タグマウイ〉）※ソフト版
- スリー・リバーズ ※テレビ朝日版
- 聖なる嘘つき（コワルスキー〈ボブ・バラバン〉）
- セイント（ティール警部〈アラン・アームストロング〉）※ソフト版
- セオリー・オブ・マーダー（ジョン・マクミラン〈マイケル・マッシー〉）
- セキュリティ（チャーリー〈ベン・キングズレー〉）※Netflix版
- セッション9（ビル・グリッグス〈ポール・ギルフォイル〉）
- セブン（ジョージ〈ホーソーン・ジェームズ〉）※フジテレビ版、（テイラー刑事）※テレビ東京版
- 17 セブンティーン（セシル・シムズ社長〈ジェイムズ・キシッキー〉）
- ゼロ・トレランス（セルバーリィエ警部補）
- 1492 コロンブス（メンデス〈ケヴィン・ダン〉）※ソフト版
- 1900年（道化のリゴレット）
- 戦場にかける橋（リーヴス大尉〈ピーター・ウィリアムズ〉）※ソフト版
- センダー/超誘導体（ローズウォーター〈R・リー・アーメイ〉）
- 洗脳（エドガー・カルディコット〈ブルース・グリーンウッド〉）
- 捜査官ジーナ
- 続・激突!/カージャック（アーニー・マッシュバーン巡査〈グレゴリー・ウォルコット〉）※ソフト版
- ゾンビコップ（スミッティ〈ピーター・ケント〉）
- ダーク・ファイター8（ヘンリー〈ロバート・ドクィ〉）※テレビ東京版
- ダークマン（スキップ）※テレビ朝日版
- ターザン・リターンズ（ニコライ・ロコフ〈アンドリュー・ディヴォフ〉）※VHS版
- ターミナル・ベロシティ（レックス〈ゲーリー・ブロック〉）※ソフト版
- ターミネーター（ガソリンスタンド店主）※テレビ東京版
- ダイアリー 第1章 アンナの秘密（アンナの父）
- ダイアリー 第4章 アンナの吐息（アルド）
- タイタンズを忘れない（チャールズ・キャンベル、テイバー）
- ダイ・ハード2（荷物係）※テレビ朝日版
- ダイ・ハード3（ジョー・ランバート〈グラハム・グリーン〉）※テレビ朝日版
- タイムコップ（ローレンス補佐官）※テレビ朝日版
- タイムロック（アンドリュース所長〈トーマス・G・ウェイツ〉）
- ダイヤルM ※テレビ朝日版
- 代理人（カダー・ルイス〈サミュエル・L・ジャクソン〉）
- ダウントン・アビー（ジョージ5世〈サイモン・ジョーンズ〉[8]）
- TAXiシリーズ（ジベール〈ベルナール・ファルシー〉）※ソフト版
  - TAXi
  - TAXi②
  - TAXi③
  - TAXi④
  - TAXi ダイヤモンド・ミッション[9]
- ダニエル・スティール/愛のカレイドスコープ・訣別の微笑（ヘンリー〈テリー・オクィン〉）※テレビ東京版
- ダブル・インパクト（ポール・ワグナー）※テレビ朝日版
- 007シリーズ
  - 007 ゴールドフィンガー（スミザース）※ソフト版
  - 007 サンダーボール作戦（エミリオ・ラルゴ〈アドルフォ・チェリ〉）※ソフト版
  - 007 消されたライセンス（エド・キリファー〈エヴェレット・マッギル〉）※テレビ朝日版
  - 007 トゥモロー・ネバー・ダイ（チェスター艦長〈ブルース・アレクサンダー〉）※テレビ朝日版
- タロス・ザ・マミー/呪いの封印（パーソンズ〈ジョン・ポリト〉、スチュアート、盲目の男）
- ダンテズ・ピーク（エリオット・ブレア）※テレビ朝日版
- 小さな贈りもの（ジャンクヤード管理人）
- チェーン・リアクション ※テレビ朝日版
- チェリー2000（ステイシー〈ブライオン・ジェームズ〉）
- チェンジング・レーン（ウォルター・アーネル〈リチャード・ジェンキンス〉）
- 地球の頂上の島（オミアック〈マコ岩松〉）※BVHE版
- 父の祈りを（ダニー）
- 蝶の舌（オリス）
- チルファクター（ドクター・テルスター〈ケヴィン・J・オコナー〉）
- 沈黙の陰謀（リチャード・ボック）※ソフト版
- 沈黙の聖戦 ※テレビ東京版
- 沈黙の要塞（酔っぱらい）※テレビ朝日版
- ツイスター（NSSL自然科学者マーフィ〈ブルース・ライト〉）※日本テレビ版
- 冷たい接吻（ジェイソン・カイン）
- デーヴ（オリバー・ストーン、ベン・スタイン）※ソフト版
- DCエクステンデッド・ユニバース
  - スーサイド・スクワッド（議長〈エイダン・ディヴァイン〉）
  - ジャスティス・リーグ（ハワード〈アンソニー・ワイズ〉[10]）
  - ジャスティス・リーグ:ザック・スナイダーカット（ハワード〈アンソニー・ワイズ〉[11]）
- D2 マイティ・ダック（パーティーの招待客〈カリーム・アブドゥル＝ジャバー〉）
- デイ・アフター 首都水没（フランク）
- ディアボロス/悪魔の扉（フィリップ・モイエズ〈デルロイ・リンドー〉、ブロイゴ検事〈ジョン・ロスマン〉、ミッチ・ウィーバー）※ソフト版
- デイライト（ノーマン・バセット〈バリー・ニューマン〉）※ソフト版
- デッドコースター ※ソフト版
- デッドマン・ウォーキング（アール・デラクロア〈レイモンド・J・バリー〉）※テレビ東京版
- デッド・リミット（ゴラン・ムラディノフ）
- テネシー・ナイツ
- トータル・リコール ※テレビ朝日版
- トーマス・クラウン・アフェアー（フリードリヒ・ゴルチャン〈チャールズ・キーティング〉）※ソフト版
- トール・テイル/パラダイス・ヴァレーの奇跡（グラブ〈ジョン・P・ライアン〉）
- トゥルー・カラーズ（サム・マイノット）
- トゥルーマン・ショー（ロン / ドン）※ソフト版
- 遠い空の向こうに（アイク・ビコフスキー〈エリヤ・バスキン〉）
- ドク・ソルジャー/白い戦場（パット・トラヴィス〈トロイ・エヴァンス〉）※テレビ東京版
- ドクター・ジャガバンドー（ラリー・スイフト）
- ドクター・ドリトル（サム・リトヴァック医師〈スティーブン・ギルボーン〉、ハマースミス診療所の患者〈ドン・カルファ〉、チャウシー、ギャルヴィン校長）※日本テレビ版
- ドクター・ドリトル3（ウォルター）
- ドグマ（サイレント・ボブ〈ケヴィン・スミス〉、マギー巡査、グラント・ヒックス、キスの船員）
- トスカーナの休日（ロドニー）
- トム・ソーヤーの大冒険（エメット）※NHK-BS2版
- ドラゴン・イン/新龍門客棧（盗賊）
- ドラゴンハート（赤髭）※ソフト版
- トラックス
- トラブル・ファミリー/ぼくの○×絵日記（ズドック）
- ドラムライン（ワグナー学長）
- トランスポーター2（ステイプルトン〈キース・デイヴィッド〉[12]）※テレビ朝日版
- ドリームキーパー（長老）
- トリガー・エフェクト（薬剤師）
- ドリフト（アンクル・ジー〈アンソニー・ウォン〉）
- ドロップ・ゾーン ※テレビ朝日版
- トロン（警備兵）※ソフト版
- ナイト ミュージアムシリーズ（ガイウス・オクタヴィウス〈スティーヴ・クーガン〉）
  - ナイト ミュージアム
  - ナイト ミュージアム2
  - ナイト ミュージアム/エジプト王の秘密
- ナッシング・トゥ・ルーズ（リグ〈ジョン・C・マッギンリー〉）
- ナバロンの嵐（シュローダー少佐〈マイケル・バーン〉）※ソフト版
- ナンバー23（セバスチャン神父〈エド・ローター〉）
- 南部の唄（カエル）※ポニー版
- ニードフル・シングス（ミーハン神父〈ウィリアム・モーガン・シェパード〉）
- 25年目のキス（ロマノ〈グレゴリー・スポールダー〉）
- ニック・オブ・タイム（フランコ）※ソフト版
- ニュー・ジャック・シティ
- ニュースの天才（マイケル・ケリー〈ハンク・アザリア〉）
- ニューヨークの亡霊（チャールズ・ヴァン・オールズバーグ〈バック・ヘンリー〉）
- ネゴシエーター ※テレビ朝日版
- ノーエスケープ（ショーン・クーパー〈ジョン・ハート〉）
- NOセックス、NOライフ!（ビークマン医師〈ギャリー・シャンドリング〉、エイミス、ジョン）
- ノートルダム（ゴーシェ大臣）
- ノイズ（シャーマン〈ジョー・モートン〉）※ソフト版
- 覗き窓 シークレット・ゲーム（ジャック〈アイス-T〉）
- ノッキン・オン・ヘブンズ・ドア（フランキー・“ボーイ”・ベルーガ〈フープ・スターペル〉）
- のるかそるか（ジョニー・カジノ〈リチャード・エドソン〉）※TBS版
- バーチュオシティ ※フジテレビ版
- ハード・ターゲット（通行人〈テッド・ライミ〉）※フジテレビ版
- ハードネス（キュウ）※VHS版
- ハートブレイク・リッジ 勝利の戦場（スイード・ヨハンソン一等兵）※テレビ朝日版
- ハービー/機械じかけのキューピッド
- パーフェクト・ワールド（マック）※ソフト版
- ハイ・クライムズ（ルーカス・ウォルドロン少佐〈マイケル・ガストン〉）※ソフト版
- バグジー（デヴィッド・ヒントン〈レイ・マッキノン〉）
- 裸の銃を持つ男 ※TBS版
- 裸の銃を持つ逃亡者（ヒビン・グッヒュー〈マイケル・ヨーク〉）
- バック・トゥ・ザ・フューチャー PART2（テリー〈チャールズ・フライシャー〉、3-D〈ケイシー・シーマツコ〉）※BSジャパン版
- バック・トゥ・ザ・フューチャー PART3（ビュフォードのギャング仲間1）※日本テレビ版
- バットマン（トニー）※テレビ朝日版
- バットマン & ロビン Mr.フリーズの逆襲（リー博士〈マイケル・ポール・チャン〉）※テレビ朝日版
- パトリオット ※テレビ東京版
- パトリオット・ゲーム（アシュレイ〈トーマス・ラッセル〉）※ソフト版
- バトル・オブ・ロサンゼルス（メーコン大佐〈ティム・アベル〉）
- 花の影（ターター）
- パラサイト（エドワード・ファーロング〈ジョン・スチュワート〉）※フジテレビ版
- パンツァー 鋼鉄師団（マイヤー）
- ハンテッド ※テレビ東京版
- ハンニバル（ピアソールFBI捜査官〈デヴィッド・アンドリュース〉）※ソフト版
- ピースキーパー・ウォー 〜最終大戦〜（ライジェル）
- ピーター・パン（クックソン〈ブルース・スペンス〉）
- ピクチャー・パーフェクト 彼女が彼に決めた理由（ジム・ダヴェンポート〈ジョン・ロスマン〉）
- ビジター/フロム・マース（ケース・モンゴメリー博士）
- ビッグ・トラブル in NY（エド・ノートン〈マイク・エップス〉）
- 必殺処刑コップ（キューザック〈ウィリアム・ラッキング〉）※VHS版
- 必殺ビッグガン/最後の標的（ボロ〈フェオドール・アトキン〉）※テレビ朝日版
- 羊たちの沈黙（バロウズ捜査官）※テレビ朝日版
- 人質奪還 アラブテロVSアメリカ特殊部隊（大統領）
- ヒトラー 〜最期の12日間〜（ヨーゼフ・ゲッベルス〈ウルリッヒ・マテス〉）
- ヒマラヤ杉に降る雪（アルヴィン・フックス検事〈ジェームズ・レブホーン〉）
- ヒューマン・キャッチャー（タガート〈レイ・ワイズ〉）
- ピュア・デンジャー/追撃（ダイス）※VHS版
- ピンク・モーテル（レイナルド〈ジョアキム・デ・アルメイダ〉）
- ファースト・キッド/僕のパパは大統領（ウォルター、ヒル警備員）
- ファイナル・サンクション（局長〈ロン・パールマン〉）
- ファイナル・デッドブリッジ（ジム・ブロック捜査官〈コートニー・B・ヴァンス〉）
- ファイブ・エイセス（スローン〈ジェフリー・ルイス〉）
- ファングルフ/月と心臓（レデュック刑事〈トム・ノヴァンブル〉）※ソフト版
- ファンタスティック・ビーストと魔法使いの旅（イギリス代表）
- フィフス・エレメント（フィンガー）※旧DVD・VHS版
- 15ミニッツ ※日本テレビ版
- フェイク・クライム（ダレク・ミロドラゴヴィック〈ピーター・ストーメア〉）
- フェノミナン（ジャック・ハッチ）
- フェリックスとローラ（カリム）
- フォーガットン（カール・デイトン〈ロバート・ウィズダム〉）
- フォース・エンジェル（デュゲイ）※ソフト版
- フォーリング・ダウン（リー〈マイケル・ポール・チャン〉）※ソフト版
- フォレスト・ガンプ/一期一会（ドリル軍曹、ジョン・レノン、リチャード・ニクソン大統領）※ソフト版、（校長）※日本テレビ版
- ブギーマン2 憑依（アレン博士〈トビン・ベル〉）
- 不機嫌な赤いバラ（ラルフ・ブオンクリスティアーニ〈ドン・イェッソ〉）
- フューネラル（グーリー）
- ブライズヘッド再び（ウィルコックス〈ロジャー・ミルナー〉）
- ブラックホーク・ダウン（トム・マシューズ中佐〈グレン・モーシャワー〉）※テレビ東京版
- フラッシュフラッド
- プラトーン（ハリス大尉〈デイル・ダイ〉）※ソフト版、（トニー）※テレビ東京版
- フランケンシュタイン（ウォルドマン教授〈ウィリアム・ハート〉）
- フランティック ※テレビ朝日版
- フリーク・ハウス（保安官）
- フリーダムランド（ロングウェイ〈クラーク・ピータース〉）
- Bridget ブリジット（スリム〈マーク・マーゴリス〉）
- ブルー・カラー/怒りのはみだし労働者ども（ジーク・ブラウン〈リチャード・プライヤー〉）
- ブルース・ブラザース（カーティス〈キャブ・キャロウェイ〉、レイ〈レイ・チャールズ〉）※BD版
- ブルドッグ
- フル・ブラント（ウィリアムズ巡査部長、ゴールド・トゥース）
- ブルワース（タイロンおじさん、マニー・リーボウィッツ、医師〈ジョセフ・ソマー〉）
- ブレイド（パランティン〈ジャドソン・アーニー・スコット〉）※ソフト版
- ブレイド2（ライトハンマー〈ダズ・クロウフォード〉）※ソフト版
- ブレイド3（マーティン・ブリード本部長〈マーク・ベリー〉）※テレビ東京版
- ブレイブハート（クレイグ）※ソフト版
- プレッシャー/壊れた男（レジー・ジャクソン）
- フレッシュ・アンド・ボーン 〜渇いた愛のゆくえ〜（ティニー・テッド）
- プレデター2（巡査部長）※テレビ朝日版
- ブロークバック・マウンテン（道化師）
- ブローン・アウェイ/復讐の序曲 ※ソフト版
- フロム・ダスク・ティル・ドーン3（処刑人〈テムエラ・モリソン〉）
- ペーパー・ソルジャーズ（ウィル）
- ベアーズ・キス（ルー）
- ベイビー・トーキング（ヒープ博士〈クリストファー・ロイド〉）
- ベイブ/都会へ行く（ボブ〈スティーヴン・ライト〉）※ソフト版
- ヘイル、シーザー!（ラビ〈ロバート・ピカード〉）
- ベスト・キッド（アリの父）※ソフト版
- ベティ・サイズモア（マール〈マシュー・カウルズ〉）
- ヘブンズ・プリズナー（バティスト〈バジャ・ジョラー〉）※VHS版
- 暴走特急（スコッティ〈ジョナサン・バンクス〉）※ソフト版、（A-TACの幹部）※テレビ朝日版
- 吠えるチビ犬ちゃん（ホームレスの男）
- 僕たちのアナ・バナナ（ドン〈ケン・レオン〉）
- 北斗の拳（アセル〈メルヴィン・ヴァン・ピーブルズ〉）
- ぼくの国、パパの国
- ホステージ（リドリー）※ソフト版
- ホスピタル・アンダー・シージ（フォスター〈ステファン・グブザー〉）
- ポセイドン（ピート・ルクロア副長補佐〈ロン・ホワイト〉）
- ホット・ネイビー/カリブ海イケイケ大作戦（アルマンド / アーネスト）
- ホッファ/JFKが最も恐れた男（キャロル・ダレッサンドロ〈アーマンド・アサンテ〉）
- ボヤージ・オブ・テラー 死の航海（大統領〈ブライアン・デネヒー〉）
- ホワット・ライズ・ビニース（スタン・パウエル医師）
- マーシャル・ロー（ダニー・サスマン〈デヴィッド・プローヴァル〉、タリク・フセイニ）
- マーニー（シドニー・ストラット〈マーティン・ガベル〉）※BD版
- 迷子の大人たち（ジャック〈ボブ・ディッシー〉）
- マイ・ビューティフル・ジョー（ハッピー〈ダン・フロレク〉）
- マイ・リトル・ガーデン（ボラック〈ジャック・ウォーデン〉）
- マシニスト（ジョーンズ〈レグ・E・キャシー〉）
- マッカーサー（キング〈ラッセル・ジョンソン〉）※ソフト版
- マトリックス（ドーザー〈レイ・パーカー〉）※フジテレビ版
- マペットのオズの魔法使い（サム、ドクター・ティース、スウィータム）
- マペットのメリー・クリスマス（グレン〈ウィリアム・H・メイシー〉、サンタクロース〈デイブ・ワード〉、アニマル、サム、ドクター・ティース、スウィータム、用務員〈ニール・フリン〉）
- マペットめざせブロードウェイ!（ドクター・ティース、フロイド・ペッパー）※ソニー・ピクチャーズ版
- 真夜中のサバナ（ラージェント検事〈ボブ・ガントン〉）
- マレーナ（レナートの父）
- マレフィセント（監督官）
- マンハッタンで抱きしめて（フィリー〈リチャード・シフ〉）
- Mr.ヘルプマン（レイ、オーヴィル・エグバーグ、アンディ）
- 身代金（ジャッキー・ブラウン〈ダン・ヘダヤ〉）※テレビ朝日版
- ミミック2（モーリー校長〈ジョン・ポリト〉）
- 未来は今（ヒューゴ・ブロンフェンブレナー博士）
- みんな愛してる（フェスティンジャー〈アート・ラフルー〉）
- ムーラン・ルージュ
- メイド・イン・マンハッタン（デルガード）※ソフト版
- 名誉と栄光のためでなく（ボアフラ〈モーリス・ロネ〉）※ソフト版
- メガロ/人質奪還指令（シャイボーイ）
- Merry Christmas! 〜ロンドンに奇跡を起こした男〜（グリムスビー）
- もしも願いが叶うなら（ラリー・ペンドラゴン〈ティム・リード〉）
- モッド・スクワッド（レッド・ウィルソン〈トビー・ハス〉）
- 野獣教室（スキップ〈ヘンリー・ウィンクラー〉）
- 誘拐騒動/ニャンタッチャブル（ダスティ〈ジョン・ラッツェンバーガー〉）※VHS版
- 勇気あるもの（ジェームズ大佐〈クリフ・ロバートソン〉）
- ゆかいなブレディー家/トラブルinハワイ（ロサンゼルス市警の刑事〈リチャード・ベルザー〉）
- ユニバーサル・ソルジャー（クリストファー・グレガー博士〈ジェリー・オーバック〉、チャールズ）※ソフト版
- 夢を生きた男/ザ・ベーブ（ビル・キャリガン、ジョニー・トリオ）※ソフト版
- 許されざる者（クライド〈ロン・ホワイト〉）※ソフト版
- 48時間 ※テレビ朝日版
- ライオンハート ※テレビ東京版
- ライフ・イズ・コメディ! ピーター・セラーズの愛し方
- ライフ・イズ・ビューティフル（フェッルッチョ・パピーニ〈セルジョ・ビーニ・ブストリッチ〉）※ソフト版
- ライフ with マイキー（リチャード・ヴェガ〈ルーベン・ブラデス〉）
- ラスト・アクション・ヒーロー（死神〈イアン・マッケラン〉）※テレビ朝日版
- ラスト・ショット（マーシャル〈ティム・ブレイク・ネルソン〉）
- ラスト・ボーイスカウト（パブロ〈フランク・コリソン〉）※ソフト版・日本テレビ版
- ラストマン・スタンディング（フレッド・ストロッジ〈ネッド・アイゼンバーグ〉）※ソフト版
- ラッキー・ブレイク（マッド・レニー）
- ラビナス（ノックス少佐〈スティーブン・スピネラ〉）
- ラブリー・オールドメン（運送業者〈ジョン・キャロル・リンチ〉）
- ラリー・フリント（サイモン・リース）
- 乱気流/タービュランス（マット・パウエル機長）※テレビ朝日版・VOD版
- ランニング・レッド（チェンバース〈ロバート・ミアノ〉）
- リーサル・ウェポン2/炎の約束 ※機内上映版[13]
- リーサル・ウェポン3 ※ソフト版
- リーサル・ウェポン4 ※テレビ朝日版
- リコシェ/炎の銃弾（スタイルズ牧師〈ジョン・エイモス〉）※DVD版、（カイリー）※日本テレビ版
- リチャードを探して（アーサー・ヘイスティングズ〈ケヴィン・コンウェイ〉）
- リッチー・リッチ（ハーバート・アーサー・ランシブル・キャドベリー〈ジョナサン・ハイド〉）
- リプレイスメント・キラー（アラン・チャン）
- レインディア・ゲーム（ニック・キャシディ〈ジェームズ・フレイン〉）※ソフト版
- レザボア・ドッグス（ミスター・ブルー〈エドワード・バンカー〉）
- レザレクション（アンディ〈リーランド・オーサー〉）
- レジェンド/光と闇の伝説（ブランダー）
- レジョネア 戦場の狼たち ※テレビ東京版
- レスリー・ニールセンの2001年宇宙への旅（パスクァーレ〈エッジオ・グレッジオ〉）
- レッド・ウォリアー（ワリ王）
- レッド・ドラゴン（警察本部長〈マディソン・メイソン〉、新聞配達員〈ジャンニ・ルッソ〉、ジョン〈ジョン・ルービンスタイン〉）※ソフト版
- REDリターンズ（マッケノン〈ヴィアスタ・ヴラナ〉）
- レプティリア（スタンリー）
- レ・ミゼラブル（テナルディエ）
- ローサのぬくもり（主治医）
- RONIN（セルゲイ）※ソフト版、フジテレビ版
- ロケッティア
- ロビン・フッド（ダンカン）※テレビ東京版
- ロミー&ミッシェル（ラモン〈ジェイコブ・バルガス〉）
- ロング・エンゲージメント（ファヴリエ大尉〈チェッキー・カリョ〉）
- ワイルド・スピードX2（マーカム捜査官〈ジェームズ・レマー〉）※ソフト版
- わかれ路（パッパス）
- わすれた恋のはじめかた（ウォルター〈ジョン・キャロル・リンチ〉）
- 悪いことしましょ（巡査部長〈ジェフ・ドーセット〉）※機内上映版
- ワンス・アポン・ア・タイム・イン・チャイナ 天地撃攘（チョン・ユンルン〈トン・ワイ〉）

#### ドラマ
- アース2（モーガン・マーティン〈ジョン・ゲーゲンヒューバー〉）※日本テレビ版
- アガサ・クリスティー ミス・マープル 殺人は容易だ（ジェームズ・アボット〈ヒューゴ・スピアー〉）
- アリー my Love
- アルゴノーツ 伝説の冒険者たち（ヘラクレス〈ブライアン・トンプソン〉）
- アンダーカバー・ボス2 社長潜入調査
- アンフォゲッタブル 完全記憶捜査（ジム・バレット）
- アンフォゲッタブル3 完全記憶捜査（ヴィンセント・クイン〈ジョン・ドーマン〉）
- ER緊急救命室（ジャック・ケイスン心臓病科部長〈サム・アンダーソン〉）
- インディ・ジョーンズ/若き日の大冒険
- 宇宙船レッド・ドワーフ号（看守）
- 美しい彼女（チェ会長〈ソン・ジェホ〉）
- ウルトラマンパワード（ダン〈スティーブ・クレイマー〉、消防士）
- エージェント・オブ・シールド（グレン・タルボット准将〈エイドリアン・パスダー〉、ベイカー）
- エージェント・カーター シーズン2（トーマス・グロスター〈ケイシー・サンダー〉）
- S.O.F. シーズン2 #16（クワン）
- NCIS: ニューオーリンズ シーズン2（ロバート・ノーラン）
- NYPDブルー（アーサー・ファンシー警部補〈ジェームズ・マクダニエル〉）※初代
- F.B.EYE!! 相棒犬リーと女性捜査官スーの感動!事件簿 #9（ブライアン・ウェルズ）
- 堕ちた弁護士 -ニック・フォーリン-
- キャッスル 〜ミステリー作家は事件がお好き シーズン6（フランク・ルッソ〈レイ・アブルッツォ〉）
- 恐竜家族（検事〈ジョン・グローヴァー〉）
- グッド・ワイフ2（ジャレッド・アンドリュース〈ジョン・グローヴァー〉）
- クリミナル・マインド FBI行動分析課
  - シーズン1 #19（ナバロ警部〈カルロス・ゴメス〉）
  - シーズン2（ラファエル）
  - シーズン3 #8（ジョーダン刑事〈ニック・サーシー〉）
  - シーズン5 #2（トミー・アンダーソン〈マイケル・ボーウェン〉）、#17（サンダース保安官）
  - シーズン7（ポール・クラークソン巡査）
  - シーズン8（マーカス・ジャクソン警部）
  - シーズン9（リチャード・クレイヴィン〈フランク・コリソン〉）
- グレイズ・アナトミー14 恋の解剖学（ハーパーエイヴリー〈チェルシー・ロス〉）
- 刑事ヴァランダー4 ザ・ファイナル
- 刑事コロンボ ロンドンの傘（ダーク犯罪捜査局刑事部長〈バーナード・フォックス〉）※完全版追加収録部分
- 刑事ナッシュ・ブリッジス
  - パイロット版（ニール・オジャック〈ザンダー・バークレー〉）
  - シーズン2 #14（マキシモ・オルティス）
- 刑事フォイル
- 刑事マルティン・ベック 警官殺し（ダニエルソン）
- ケネディ家の人びと
- コールドケース7 ザ・ファイナル（レスター・スミス〈現在〉〈カレル・ストルイケン〉）
- コバート・アフェア CIA諜報員アニー（マーク・ランゼイ教授〈クラーク・ピーターズ〉）
- ザ・タイタニック/運命の航海（シュトラウス氏）
- ザ・プラクティス ボストン弁護士ファイル（グッドウィン〈バリー・プリマス〉）
- THE BRINK/史上最低の作戦（ザマーン〈イクバル・セバ〉）
- ザ・ホワイトハウス4（ダニー・コンキャノン〈ティモシー・バスフィールド〉）
- 三国志 Three Kingdoms（張松〈リュウ・ヤージン〉）
- CIA:ザ・エージェンシー（アレックス・ピアス〈ロニー・コックス〉）
- CSI:マイアミ2 #12（ピート・トルソン）
- CSI:6 科学捜査班 #15（ランバー教授〈トニー・アメンドーラ〉、ヨーゼフ・メンゲレの声）
- CSI:10 科学捜査班 #11（ジェフリー・ヒューズ〈ジェームズ・フレイン〉）
- CSI:ニューヨーク（カール・ドリューデスキー〈デヴィッド・マルシアーノ〉）
- シークエスト（リビア代表〈エリック・アヴァリ〉）
- シークエスト2（シェルトン博士〈ロバート・フォックスワース〉）
- しあわせの処方箋（ハリー〈ベン・クロス〉）
- シャーロック・ホームズの冒険
  - サセックスの吸血鬼（グレスティ）
  - 未婚の貴族（ジョージ・タイディ）
  - 瀕死の探偵（ペンローズ・フィッシャー）
- ジョーイ シーズン1 #18（プロデューサー）
- 恕の人 -孔子伝-
- 新アウターリミッツ（パワーズ〈バリー・コービン〉、グレッグ・オランダー博士〈ロバート・ジョイ〉）
- 新スーパーマン（ヘンリー・バーンズ〈ジム・ビーヴァー〉）
- 新スタートレック（クロシス〈ブライアン・カズンズ〉）
- 新チャーリーズ・エンジェル #8（フランキー・ハン〈フランソワ・チャウ〉）
- 新・逃亡者（カール・ヴァセック〈レックス・リン〉）※フジテレビ版
- SUITS/スーツ（ハント弁護士〈マット・サービット〉）
- スターゲイト SG-1（チャールズ・コワルスキー少佐〈ジェイ・アコヴォーン〉）
- スタートレック:ディープ・スペース・ナイン（ウェブ〈ビル・スミトロヴィッチ〉）
- スタジオDC:オールスター・ライブ（ドクター・ティース）
- スティーブン・キングの悪魔の嵐（ジョナス・スタンホープ）※NHK版
- スティーヴン・キングのザ・スタンド（トラッシュカン〈マット・フリューワー〉、ラス〈ジョン・ランディス〉）
- スパイ大作戦 薔薇の秘密指令 ※追加吹き替え分
- スピン・シティ（Mr.パルテノ〈リチャード・ポートナウ〉）
- スペース・レンジャーズ（男性アナウンス）
- ダークエンジェル シーズン1（セバスチャン）※ソフト版
- ターミネーター:サラ・コナー クロニクルズ（ペリー司令官〈ピーター・メンサー〉）
- 大旗英雄伝（ドゥ・ジーグォ）
- タイタニック〜運命の航海〜（シュトラウス氏）
- 高い城の男（マーク・サンプソン〈マイケル・ガストン〉）
- 地上最強の美女たち!チャーリーズ・エンジェル
  - パイロット版（ヘンリー・バンクロフト）
  - シーズン1 #7（コービン）※追加収録部分
- THIS IS US/ディス・イズ・アス（ウィリアム・ヒル〈ロン・シーファス・ジョーンズ〉）
- デスパレートな妻たち2（カート〈マイケル・アイアンサイド〉）
- デスパレートな妻たち8（デルトン医師〈ロバート・パイン〉）
- ドールハウス Dollhouse シーズン2 #7（スーパーの店長）
- 24 -TWENTY FOUR-（ライアン・シャペル〈ポール・シュルツ〉）
- 特捜刑事マイアミ・バイス シーズン5 #17（ベイカー大佐、ジョニー・ミランダ）
- どこかでなにかがミステリー（ベハボー〈ジェリー・ワッサーマン〉、ジーグラー〈ティモシー・ウェッバー〉）
- NUMBERS 天才数学者の事件ファイル シーズン6（ジェレマイア・ミラー〈キース・デイヴィッド〉）
- ノアズ・アーク（旅の行商人〈ジェームズ・コバーン〉）
- ハイテク武装車バイパー（カービー・ディエッツ〈グレッグ・ヘンリー〉）
- パワーレンジャー・ライトスピード・レスキュー（スペルバインダー〈カーク・ソーントン〉）
- HAWAII FIVE-0
  - シーズン4（レイ・ハーパー〈ティモシー・デイリー〉）
  - シーズン6（デニス・ローガン〈ジェームズ・C・バーンズ〉）
- 犯罪心理分析官インゲル・ヴィーク
- 犯罪捜査官ネイビーファイル シーズン10（イングラー艦長〈フィル・モリス〉）
- ビクトリアス
- ビッグバン★セオリー/ギークなボクらの恋愛法則（マイク・ロステンコウスキ〈ケイシー・サンダー〉）
- フォーリング スカイズ4
- ふたりは最高!ダーマ&グレッグ シーズン1 #4（ジェームズ牧師〈ジョン・バイナー〉）
- プッシング・デイジー 恋するパイメーカー（検死官）
- THE BLACKLIST/ブラックリスト（ロジャー・ホブス〈ラルフ・ブラウン〉）
- フリッパー シーズン1 #21（フランク・スイフト）
- フルハウス（エリオット〈ベン・スタイン〉）
- フレンズ（8号室の男ヘッケル〈ラリー・ハンキン〉）第1シーズン第7、16、19話、第2シーズン第3話、第3シーズン第6話
- HOMELAND（ジョー・クロッカー〈ジョン・ゲッツ〉）
- HOMELAND シーズン5（シーク・ハフィズ 、ファイサル・マルワン）
- BONES シーズン8（ジョセフ・エンバーガ〈ネア・ムワイン〉）
- ポリティカル・アニマルズ（ビクター・ポルシェフ）
- マペット・タイム（サム）
- マペット放送局（サム、レナード・ニモイ）
- マンハント（ドン・アッカーマン〈クリス・ノース〉[14]）
- ミディアム 霊能者アリソン・デュボア（アルベルト・トーレス〈ヤンシー・アリアス〉）
- 名探偵ポワロ ※NHK版 
  - ヒッコリー・ロードの殺人（コリン・マクナブ）
  - エッジウェア卿の死（舞台客、執事）
- 名探偵モンク6 #8（ドクター・クライマン〈リチャード・シフ〉）
- THE MENTALIST メンタリストの捜査ファイル
  - シーズン1（ジョージ・パーマー〈トム・ヴァーチュー〉）
  - シーズン2（アーリス・St.ジャーメイン）
  - シーズン5（ウォルター・デマン〈マイケル・シャマス・ワイルズ〉）
- モーツァルト・イン・ザ・ジャングル
- モンキーキング 西遊記（沙悟浄〈カビア・ベディー〉）
- ヤング・スーパーマン シーズン8（ユーリ〈アンドリュー・マッキロイ〉）
- ヤングライダーズ シーズン1 #16（コムストック）
- 愉快なシーバー家（ブルース、ポール・ラミレス〈グレゴリー・シエラ〉）
- ライ・トゥ・ミー 嘘は真実を語る（Dr.スタンリー・ヒートン〈デヴィッド・アンドリュース〉）
- 霊能者アザーズ（ドクター・ダヴィン〈ジョージ・ワイナー〉）
- レッド・オークス（ゲッティ社長〈ポール・ライザー〉）
- LEFTOVERS/残された世界（ガーヴィSr〈スコット・グレン〉）
- 私はラブ・リーガル6
- ワンス・アポン・ア・タイム（マルコ / ゼペット〈トニー・アメンドーラ〉）

#### アニメ
- アトランティス 失われた帝国
- アンツ（カター大佐）
- イカボードとトード氏
- インクレディブル・ファミリー（チャド・ブレントリー[15]）
- おさるのジョージ（レストランの客）
- ガイスターズ FRACTIONS OF THE EARTH
- サムライジャック（巨人 / 英雄）
- シャーク・テイル
- ジャスティス・リーグ（ファウスト）
- シュレック
- スター・ウォーズ クローン大戦（キ＝アディ＝ムンディ、サン・ヒル）
- スター・ウォーズ/クローン・ウォーズ（テレビシリーズ）（キ＝アディ＝ムンディ）
- タンタンの冒険/ユニコーン号の秘密（デラクール中尉）
- トムとジェリー テイルズ
- バグズ・ライフ（タック&ロール「お前クビ！」「ピッピッ！」パート部分）[注釈 1]
- バットマン（ヴィニー）
- ハッピー フィート（ノア）
- ハッピー フィート2 踊るペンギンレスキュー隊（ノア）
- ビー・ムービー
- ふしぎの国のアリス（セイウチ）※ソフト版
- スワン・プリンセス/白鳥の湖（ウィリアム王）
- スパイダーマン 新アニメシリーズ #2
- ライアンを探せ!
- LEGO スター・ウォーズ パダワン・メナス（キ＝アディ＝ムンディ）

### テレビアニメ
1982年
- スペースコブラ（1982年 - 1983年）

1995年
- バーチャファイター（船長、イワノフ）
- ふしぎ遊戯（1995年 - 1996年、高官A、倶東国皇帝）

1996年
- B'T-X（B'Tライドウ）

1997年
- 剣風伝奇ベルセルク（ユリウス）
- 名探偵コナン（下田耕平）

1999年
- ∀ガンダム（ミーム・ミドガルド）
- 週刊ストーリーランド（評論家、刑事）
- 小さな巨人 ミクロマン（デス）

2000年
- 幻想魔伝 最遊記（凱留）

2001年
- 旋風の用心棒（大貫善次）
- ヒカルの碁（柿本先生 他）
- Hellsing（ヒュー・アイランズ卿）

2002年
- スパイラル －推理の絆－（神坂）
- NARUTO -ナルト-（ギイチ）

2003年
- キノの旅 -the Beautiful World-（老人A）
- LAST EXILE（グラフ）

2004年
- サムライガン（長老）
- tactics（喜平）
- 探偵学園Q（強羅久史）

2005年
- フルメタル・パニック! The Second Raid（酒場のマスター）

2006年
- DEATH NOTE（出席者B）
- TOKKO 特公（大師）

2007年
- DARKER THAN BLACK -黒の契約者-（刑事）
- 電脳コイル（教頭）
- BLUE DRAGON（長老）
- レ・ミゼラブル 少女コゼット（シャブイエ）

2008年
- 狼と香辛料（貴族）
- ミチコとハッチン（男）

2009年
- 花咲ける青少年（ネルソン）

2010年
- テガミバチ（団長）
- NARUTO -ナルト- 疾風伝（ギイチ）
- 四畳半神話大系（古道具屋店主）

2011年
- GOSICK -ゴシック-（中年客C）

2012年
- GON -ゴン-（ポーキ）

2014年
- ガンダム Gのレコンギスタ（ノウトゥ・ドレット）

2018年
- 剣王朝（剣炉師匠）
- メガロボクス（会長）

2021年
- ゾンビランドサガ リベンジ（師匠）

### 劇場アニメ
- せんぼんまつばら 川と生きる少年たち（1992年、太助）
- 機動戦士ガンダムIII めぐりあい宇宙編 特別版（2000年、プログラマー）
- ∀ガンダム 月光蝶（2002年、ミーム・ミドガルド）
- NITABOH 仁太坊-津軽三味線始祖外聞（2004年）
- 夜明け告げるルーのうた（2017年、能登黒）
- Gのレコンギスタ III 宇宙からの遺産（2021年、ノウトゥ・ドレット）

### OVA
- サクラ大戦 桜華絢爛（1997年、羅宇屋のおやじ）
- B'T-X NEO（1997年、B'Tライドウ）
- テイルズ オブ ファンタジア THE ANIMATION（2004年、大臣）

### Webアニメ
- DEVILMAN crybaby（2018年、首相）

### ゲーム
- AZEL -パンツァードラグーンRPG-（1998年、バイカ）
- ロードオブモンスターズ（PS版）（1999年、ウラムルト）
- シェンムーII（2001年）
- スーパーロボット大戦α外伝（2001年、ミーム・ミドガルド、ブレーカー）
- ラチェット&クランク（2002年、コマンドー）
- ヒカルの碁 〜院生頂上決戦〜（2003年、洪秀英・叔父）
- NARUTO -ナルト- ナルティメットヒーロー（2003年、ギイチ）
- プリンス・オブ・ペルシャ 時間の砂（2004年）
- ルパン三世 コロンブスの遺産は朱に染まる（2004年、ジオ・マクリード警部）

### ドラマCD
- 最遊記RELOAD EVEN A WORM Vol.3（蒼真）

### ラジオドラマ
- ミステリーBARへようこそ2000「団欒」（2000年）
- NHK-FM 青春アドベンチャー
  - 「魔術師」（2012年） - 玉村善太郎

### ボイスオーバー
- ヒトラーの帝国（ディスカバリーチャンネル）
- BS世界のドキュメンタリー（NHK-BS1）
  - 「ビンラディンは生きているのか?」（2010年 / アトワン編集長、アースィフ・アリー・ザルダーリー大統領）
- フロム・ジ・アース/人類、月に立つ（NHK-BS2、ゴードン・クーパーの声）
- 地球ドラマチック（NHK総合）
  - 「知らない国で暮らしてみれば」（2003年）
  - 「コロンブスの航海 〜サンタ・マリア号を捜せ〜」（2004年）
  - 「エベレストに舞うグライダー」（2004年）
- ドキュメンタリー・ドラマ「ニュルンベルク裁判」（アルフレート・ヨードル、リチャード・オブリー）
- 世界の衝撃ストーリー（2016年06月15日 / テレビ東京、クヒオ大佐）

### その他のコンテンツ
- トイ・ストーリー 20周年スペシャル：無限の彼方へ さぁ行くぞ!（リー・アンクリッチ）